# Весёлое (Харьковский район)
Весёлое (укр. Веселе) — село, Веселовский сельский совет, Харьковский район, Харьковская область, Украина.
Является административным центром Весёловского сельского совета, в который, кроме того, входят сёла Зелёное, Неску́чное и Малое Весёлое.

## Географическое положение
Село Весёлое находится на левом, восточном склоне балки Му́ромка на берегу реки Муром в месте впадения в неё балок Вя́лый Лог, Цыцаков яр и Гра́ков яр.
Выше по течению Мурома на расстоянии в 3,5 км расположено село Нескучное,
ниже по течению к селу примыкает Муромское водохранилище.

Вымпел укр.погранотряда «Весёлое»

## История
- 1716 год — дата первого упоминания[1].
- Являлось центром Весело́вской волости[9] Харьковского уезда Харьковской губернии Российской империи.
- В середине 19 века в Весёлом были православная церковь, винокурня и семь ветряных мельниц.[10]
- В 1940 году, перед ВОВ, в Весёлом были 451 двор, сельсовет, почтовое отделение, 4 ветряные мельницы и свиноводческий совхоз «Липцы».[2]
- На восточной окраине Весёлого в середине августа 1943 года при освобождении Харькова от немецкой оккупации находился штаб 7-й гвардейской армии Степного фронта Советской армии[11] (командующий Шумилов, Михаил Степанович).
- Население по переписи 2001 года составляло 1317 (579/738 м/ж) человек.

## Экономика
- Молочно-товарная ферма.
- Отдел пограничной службы «Весёлое».
- ОАО «Липцы».
- Семенной завод.
- Птичник (инкубатор).
- Свинарник.
- Конюшня.

## Объекты социальной сферы
- Детский сад.
- Школа.
- Дом культуры.